# Seven Femenino de Dubái 2012
El Seven Femenino de Dubái de 2012 fue la segunda edición del torneo de rugby 7, fue el primer torneo de la Serie Mundial Femenina de Rugby 7 2012-13.
Se desarrolló en el The Sevens Stadium de la ciudad de Dubái, Emiratos Árabes Unidos.

## Fase de grupos

### Grupo A
| Equipo     | Encuentros | Encuentros | Encuentros | Encuentros | Tantos  | Tantos    | Tantos     | Puntos |
| Equipo     | jugados    | ganados    | empatados  | perdidos   | a favor | en contra | diferencia | Puntos |
| ---------- | ---------- | ---------- | ---------- | ---------- | ------- | --------- | ---------- | ------ |
| Sudáfrica  | 3          | 2          | 0          | 1          | 39      | 15        | +24        | 7      |
| Inglaterra | 3          | 2          | 0          | 1          | 44      | 27        | +17        | 7      |
| España     | 3          | 2          | 0          | 1          | 31      | 17        | +14        | 7      |
| Brasil     | 3          | 0          | 0          | 3          | 5       | 60        | −55        | 3      |

### Grupo B
| Equipo        | Encuentros | Encuentros | Encuentros | Encuentros | Tantos  | Tantos    | Tantos     | Puntos |
| Equipo        | jugados    | ganados    | empatados  | perdidos   | a favor | en contra | diferencia | Puntos |
| ------------- | ---------- | ---------- | ---------- | ---------- | ------- | --------- | ---------- | ------ |
| Rusia         | 3          | 2          | 1          | 0          | 54      | 24        | +30        | 8      |
| Nueva Zelanda | 3          | 1          | 2          | 0          | 55      | 24        | +31        | 7      |
| Canadá        | 3          | 1          | 1          | 1          | 56      | 27        | +29        | 6      |
| China         | 3          | 0          | 0          | 3          | 0       | 90        | −90        | 3      |

### Grupo C
| Equipo         | Encuentros | Encuentros | Encuentros | Encuentros | Tantos  | Tantos    | Tantos     | Puntos |
| Equipo         | jugados    | ganados    | empatados  | perdidos   | a favor | en contra | diferencia | Puntos |
| -------------- | ---------- | ---------- | ---------- | ---------- | ------- | --------- | ---------- | ------ |
| Australia      | 3          | 3          | 0          | 0          | 68      | 19        | +49        | 9      |
| Países Bajos   | 3          | 2          | 0          | 1          | 38      | 43        | −5         | 7      |
| Estados Unidos | 3          | 1          | 0          | 2          | 41      | 34        | +7         | 5      |
| Francia        | 3          | 0          | 0          | 3          | 19      | 70        | −51        | 3      |

## Fase Final

### Copa de oro
|  | Cuartos de final | Cuartos de final | Cuartos de final |               |           | Semifinales | Semifinales | Semifinales |           |               | Copa          | Copa         | Copa |  |
|  |                  |                  |                  |               |           |             |             |             |           |               |               |              |      |  |
|  |                  |                  |                  |               |           |             |             |             |           |               |               |              |      |  |
|  | Australia        | Australia        | 14               |               |           |             |             |             |           |               |               |              |      |  |
|  | Australia        | Australia        | 14               |               |           |             |             |             |           |               |               |              |      |  |
|  | Canadá           | Canadá           | 10               |               |           |             |             |             |           |               |               |              |      |  |
|  | Canadá           | Canadá           | 10               |               | Australia | Australia   | 14          |             |           |               |               |              |      |  |
|  |                  |                  |                  |               | Australia | Australia   | 14          |             |           |               |               |              |      |  |
|  |                  |                  | Nueva Zelanda    | Nueva Zelanda | 28        |             |             |             |           |               |               |              |      |  |
|  | Nueva Zelanda    | Nueva Zelanda    | Nueva Zelanda    | Nueva Zelanda | 28        | 31          |             |             |           |               |               |              |      |  |
|  | Nueva Zelanda    | Nueva Zelanda    |                  |               |           |             |             |             |           |               |               |              |      |  |
|  | Inglaterra       | Inglaterra       | 0                |               |           |             |             |             |           |               |               |              |      |  |
|  | Inglaterra       | Inglaterra       | 0                |               |           |             |             |             |           | Nueva Zelanda | Nueva Zelanda | 41           |      |  |
|  |                  |                  |                  |               |           |             |             |             |           | Nueva Zelanda | Nueva Zelanda | 41           |      |  |
|  |                  |                  | Sudáfrica        | Sudáfrica     | 0         |             |             |             |           |               |               |              |      |  |
|  | Sudáfrica        | Sudáfrica        | Sudáfrica        | Sudáfrica     | 0         | 12          |             |             |           |               |               |              |      |  |
|  | Sudáfrica        | Sudáfrica        |                  |               |           |             |             |             |           |               |               |              |      |  |
|  | Países Bajos     | Países Bajos     | 7                |               |           |             |             |             |           |               |               |              |      |  |
|  | Países Bajos     | Países Bajos     | 7                |               | Sudáfrica | Sudáfrica   | 19          |             |           | Tercer lugar  | Tercer lugar  | Tercer lugar |      |  |
|  |                  |                  |                  |               | Sudáfrica | Sudáfrica   | 19          |             |           | Tercer lugar  | Tercer lugar  | Tercer lugar |      |  |
|  |                  |                  | España           | España        | 17        |             |             |             |           |               |               |              |      |  |
|  | España           | España           | España           | España        | 17        | 7           |             |             | Australia | Australia     | 15            |              |      |  |
|  | España           | España           |                  |               |           |             |             |             | Australia | Australia     | 15            |              |      |  |
|  | Rusia            | Rusia            | 5                |               |           |             |             |             |           |               | España        | España       | 17   |  |
|  | Rusia            | Rusia            | 5                |               |           |             |             |             |           |               | España        | España       | 17   |  |
|  |                  |                  |                  |               |           |             |             |             |           |               |               |              |      |  |

| Bandera de Nueva Zelanda |
| Campeón Nueva Zelanda    |
| 1º título del circuito   |